# Сборная Сомали по футболу
Сборная Сомали представляет Сомали на международных футбольных турнирах и в товарищеских матчах. Управляющая организация — Футбольная федерация Сомали. По состоянию на 14 июня 2019 года в рейтинге ФИФА находится на 202-м месте.

## Чемпионат мира
- 1930 — 1978 — не участвовала
- 1982 — не прошла квалификацию
- 1986 — 1998 — не участвовала
- 2002 — 2022 — не прошла квалификацию

## Кубок африканских наций
- 1957 — 1968 — не участвовала
- 1970 — не участвовала
- 1972 — не участвовала
- 1974 — не прошла квалификацию
- 1976 — не участвовала
- 1978 — не прошла квалификацию
- 1980 — выбыла
- 1982 — не участвовала
- 1984 — 1988 — не прошла квалификацию
- 1990 — 2002 — не участвовала
- 2004 — не прошла квалификацию
- 2006 — не прошла квалификацию
- 2008 — не участвовала
- 2010 — не прошла квалификацию
- 2012 — 2021 — не подавала заявку
- 2023 — не прошла квалификацию